# Futbolniy Klub Dinamo-Dagestan
Futbolniy Klub Dinamo-Dagestan, tambem conhecido por Dínamo Makhachkala (em russo: ФК "динамо" Махачкала) foi um clube de futebol de Makhachkala, no Daguestão, uma república separatista da Rússia.
Fundado em 1946, o Dínamo disputava a Segunda Divisão do Campeonato Russo até 2007, quando teve sua licença clubística impugnada.
Manda seus jogos no Estádio Dínamo, em Makhachkala, com capacidade para 20.000 torcedores. Suas cores são azul e branco.